# Ferula latiloba
Ferula latiloba är en flockblommig växtart som beskrevs av Jevgenij Korovin. Ferula latiloba ingår i släktet stinkflokesläktet, och familjen flockblommiga växter. Inga underarter finns listade i Catalogue of Life.